# Jelšansko polje
Jelšansko polje (mjesna čakavica: Jelšonsko poje) ili Pitavsko polje (mjesna čakavica: Pitovsko poje), krško polje na otoku Hvaru.
Dio je velike površine koju čine skupa Starogradsko polje ("polje Svetog Stjepana i Vrbanja", kako kaže Statut hvarske komune iz 14. stoljeća) i Jelšansko polje (ili Pitovsko poje). Najveća je plodna površina na otoku Hvaru i na svim jadranskim otocima. Po tome je ujedno i "trbuh otoka". Jedinstveni prostor je između Starog Grada, Jelse, Vrisnika i Pitava. Sa sjeverne strane jedinstvene površine su vapnenasti brježuljci, a s južne strane su dolomitni i vapnenasti slojevi glavnog otočkog bila. Jelšansko polje prostire se na oko 200 ha, a Starogradsko na oko 1200 ha. Jelšansko se od Starogradskog razlikuje po tome što je isključivo aluvijalnog karaktera, dok Starogradsko ima i kvartarnih i krednih dijelova. Jelšansko polje ima aluvijalne nanose. Nanosi su deblji uz južnu stranu polja te je ondje tlo bolje kakvoće. Klima je sredozemna i pogoduje maslini.
U srednjem vijeku na Hvaru je bila naseljena samo središnja ravnica koju čine Starogrojsko i Jelšonsko polje.